# 瑞亚克 (吉伦特省)
瑞亚克（法語：Juillac，法語發音：[ʒɥijak] ⓘ）是法国吉伦特省的一个市镇，属于利布尔讷区。

## 地理
瑞亚克（44°48'40"N, 0°2'24"E）面积5.86 平方千米，位于法国新阿基坦大区吉倫特省，该省份为法国西南部沿海省份，是法國本土面积最大的省，北起滨海夏朗德省，西临大西洋，南至朗德省，东南接洛特-加龍省，东临多爾多涅省。
与瑞亚克接壤的市镇（或旧市镇、城区）包括：弗洛雅格、拉莫特蒙特拉韦勒、圣瑟兰德普拉、让萨克、多尔多涅河畔佩萨克、圣拉德贡德。
瑞亚克的时区为UTC+01:00、UTC+02:00（夏令时）。

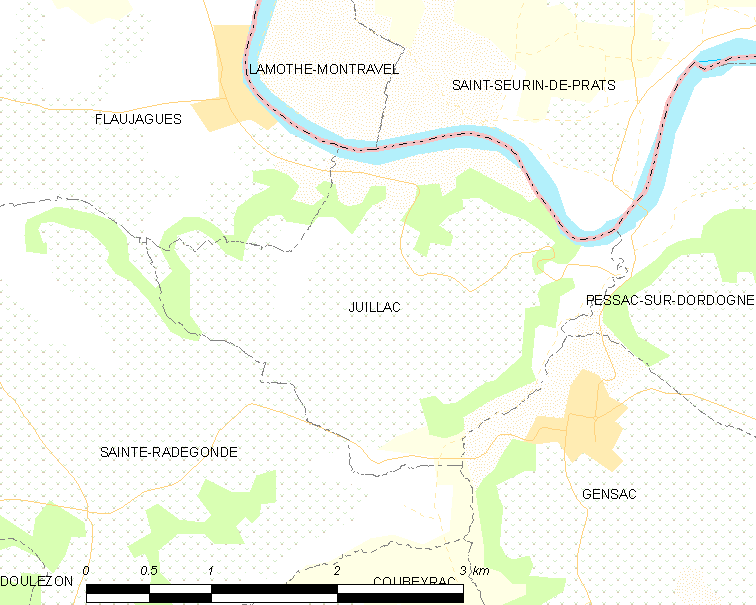
瑞亚克的OSM定位图

## 行政
瑞亚克的邮政编码为33890，INSEE市镇编码为33210。

## 政治
瑞亚克所属的省级选区为多尔多涅山丘县。

## 人口

1962-2008年间瑞亚克人口变化图示

瑞亚克于2022年1月1日时的人口数量为218人。